# تكون الغليكوجين
تكون الغلايكوجين (بالإنجليزية: Glycogenesis) هي عملية حيوية بنائية يتم فيها إضافة جزيئات من الغلوكوز إلى مركب بدئي (غلايكوجينين) لتشكيل مركب كبير يدعى الغلايكوجين وهو الشكل التخزيني للسكر في جسم الإنسان. يختزن جسم الإنسان في المتوسط نحو 500 جرام من الغلايكوجين، للاستعانة به عند الاحتياج (نقص السكر في الدم مثلا أو عند الصوم أو القيام بمزاولة الحركة كالجري لمسافة متوسطة الطول؛ 2500 متر مثلا).
بعد حوالي 30 دقيقة في الجري يُخفض الجسم استهلاكه للغلايكوجين المخزون ويكثر من استهلاك مخزون الدهون فهي وفيرة من جهة (25 كيلوجرام في المتوسط للشحص البالغ) ومن جهة أخرى غنية بالطاقة (9 سعرات كبيرة/جرام).

## الخطوات

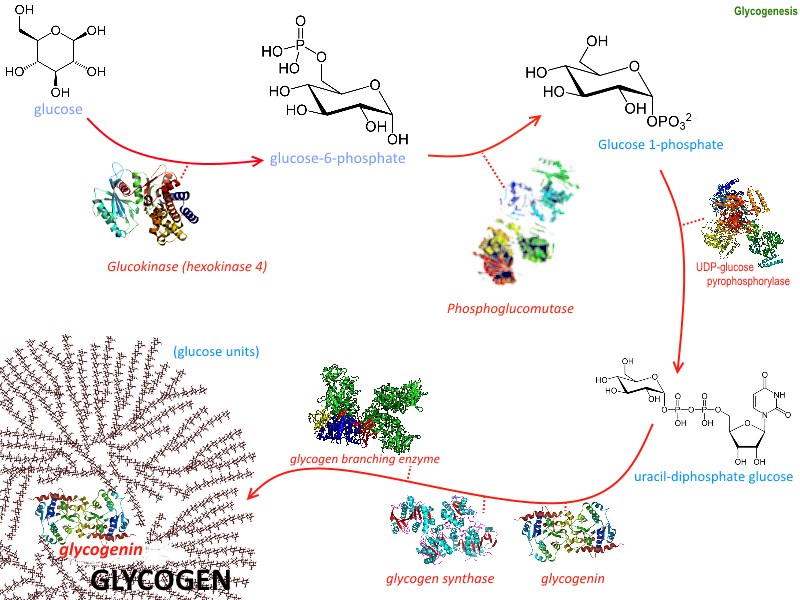

- يتم تحويل الجلوكوز إلى جلوكوز-6-فوسفات بواسطة إنزيم غلوكوكيناز أو إنزيم هكسوكيناز.
- يتحول الجلوكوز-6-فوسفات إلى جلوكوز-1-فوسفات عن طريق فوسوغلوكوموتيز (بالإنجليزية)
- الجلوكوز-1-فوسفات يتحول إلى UDP-غلوكوز ويتشكل البيروفوسفات.
- يقوم الإنزيم الصانع للغليكوجين glycogen synthase بتجميع جزيئات الجلوكوز على شكل سلاسل (روابط α-1:4) إلى مركب بروتيني بدئي (غليكوجينين).
- يقوم إنزيم التفريع Branching enzyme بصنع السلاسل الجانبية بتحويل الروابط α-1:4 إلى α-1:6.